# 愛德華茲 (科羅拉多州)
愛德華茲（英語：Edwards）是位於美國科羅拉多州伊格爾縣的一個人口普查指定地區。

## 地理
愛德華茲的座標為39°38′25″N 106°35′32″W / 39.64028°N 106.59222°W，而該地最高點為海拔高度2201米（即7221英尺）。

## 人口
根據2010年美國人口普查的數據，愛德華茲的面積為69.40平方千米，當中陸地面積為69.00平方千米，而水域面積為0.40平方千米。當地共有人口10266人，而人口密度為每平方千米147人。